# Толша 2-я
Толша 2-я — деревня в Красноборском районе Архангельской области. Входит в состав Белослудского сельского поселения.

## География
Находится в юго-восточной части Архангельской области на расстоянии менее 8 км на запад-северо-запад по прямой от административного центра поселения деревни Большая Слудка.

## История
Отмечена была только уже на карте 1984 года.

## Население
Численность населения: 3 человека (русские 100 %) в 2002 году, 1 в 2010.